# Blood Ritual
 (mai 2017).
Si vous disposez d'ouvrages ou d'articles de référence ou si vous connaissez des sites web de qualité traitant du thème abordé ici, merci de compléter l'article en donnant les références utiles à sa vérifiabilité et en les liant à la section « Notes et références ».
Albums de Samael
Worship Him
(1991) Ceremony of Opposites
(1994)
Blood Ritual est le deuxième album studio du groupe de heavy metal suisse Samael, sorti en 1992.

## Présentation
Lorsque le contrat d'un seul album de Samael avec Osmose Productions expire, le groupe signe avec Century Media qui, selon le chanteur et guitariste Vorphalack, leur offre un accord « plutôt intéressant ».
La longue période entre Worship Him et Blood Ritual, explique Vorphalack, est due à des négociations entre eux et le label. Le groupe choisit d'enregistrer son nouvel album en Allemagne plutôt qu'en Suisse en raison du coût des temps de studio dans son pays natal.
Vorphalack soutient que le principal changement entre Worship Him et Blood Ritual est la production de ce second album et non la musique. Selon lui, ce dernier contient des chansons qui datent de leurs débuts.

## Liste des titres
Toutes les paroles sont écrites par Vorphalack, toute la musique est composée par Vorphalack et Xytras.
| 1.    | Epilogue                      | 0:40 |
| 2.    | Beyond the Nothingness        | 4:31 |
| 3.    | Poison Infiltration           | 3:58 |
| 4.    | After the Sepulture           | 4:35 |
| 5.    | Macabre Operetta              | 6:41 |
| 6.    | Blood Ritual                  | 3:25 |
| 7.    | Since the Creation...         | 0:35 |
| 8.    | With the Gleam of the Torches | 6:25 |
| 9.    | Total Consecration            | 2:40 |
| 10.   | Bestial Devotion              | 4:50 |
| 11.   | ...Until the Chaos            | 3:25 |
| 41:44 |                               |      |

## Crédits

### Membres du groupe
- Vorphalack : chant, guitare
- Xytras : batterie, claviers
- Masmiseim : basse

### Équipes technique et production
- Production, ingénierie : Waldemar Sorychta
- Producteur délégué : Robert Kampf
- Artwork : Axel Hermann
- Pochette : Unfug Unlimited